# Faye McClelland
Pour les articles homonymes, voir McClellan.
Faye McClelland née le 3 novembre 1979 à Londres est une triathlète handisport britannique, triple championne d'Europe et quadruple championne du monde de paratriathlon dans la catégorie TR4/TP4.

## Biographie

### Jeunesse
Originaire de Ruislip, Faye McClelland commence le triathlon sur l’invitation d'un ami à une épreuve en relais. Elle ne fait pas partie d'un milieu sportif particulier ayant pris part à de nombreuses activités sportives comme éducatrice sportive avant de commencer cette pratique. Elle réalise son premier paratriathlon en 2009 dans la catégorie TR4 (devenu en 2014, PT4), catégorie dédié au triathlète ayant une grave déficiences des jambes ou des bras. Faye McClelland est née sans sa main gauche. Elle est diplômée de physiothérapie de l’Université de Brighton en 2013, et se consacre depuis à sa carrière en triathlon.

### Carrière en triathlon
Faye McClelland devient championne du monde ITU dans sa catégorie, après avoir remporté le titre mondial en 2010 et pendant quatre années consécutives (2010 à 2013). Elle termine 2e en 2014 des championnats d'Europe de paratriathlon après avoir également remporte trois fois le titre entre 2010 et 2012. Lors des championnats du monde de paratriathlon 2014, elle fait partie du trio britannique qui monte sur les podiums catégoriels avec Lauren Steadman et Clare Cunningham
Faye McClelland est entraînée par Glen Cook et fait partie de l'équipe Bodyworks XTC basée à l'Université de Brighton. Elle a pour objectif de participer aux Jeux paralympiques d'été de 2016 qui se tiennent à Rio de Janeiro au Brésil, pour la première apparition de ce sport aux Jeux paralympiques.

## Palmarès
Le tableau présente les résultats les plus significatifs (podium) obtenus sur le circuit national et international de paratriathlon depuis 2010.
| Année | Paratriathlon                                 | Pays             | Position          | Temps           |
| ----- | --------------------------------------------- | ---------------- | ----------------- | --------------- |
| 2015  | Championnats d'Europe de paratriathlon TP4    | Suisse           | Médaille d'argent | 1 h 9 min 58 s  |
| 2014  | Championnats d'Europe de paratriathlon TP4    | Autriche         | Médaille d'argent | 1 h 11 min 9 s  |
| 2014  | Championnats du monde de paratriathlon TP4    | Canada           | Médaille d'argent | 1 h 13 min 23 s |
| 2014  | Championnats du monde TP4 - Série de Yokohama | Japon            | Médaille d'or     | 1 h 12 min 31 s |
| 2014  | Championnats britannique de paratriathlon TP4 | Royaume-Uni      | Médaille d'or     | 1 h 14 min 1 s  |
| 2013  | Championnats du monde de paratriathlon TP4    | Royaume-Uni      | Médaille d'or     | 1 h 16 min 35 s |
| 2012  | Championnats d'Europe de paratriathlon TR4    | Israël           | Médaille d'or     | 1 h 10 min 32 s |
| 2012  | Championnats du monde de paratriathlon TR4    | Nouvelle-Zélande | Médaille d'or     | 1 h 2 min 33 s  |
| 2012  | Championnats du monde d'aquathlon TR4         | Nouvelle-Zélande | Médaille d'or     | 0 h 25 min 38 s |
| 2011  | Championnats d'Europe de paratriathlon TR4    | Espagne          | Médaille d'or     | 1 h 22 min 4 s  |
| 2011  | Championnats du monde de paratriathlon TR4    | Chine            | Médaille d'or     | 1 h 16 min 21 s |
| 2011  | Championnats du monde TR4 - Série de Londres  | Royaume-Uni      | Médaille d'or     | 1 h 13 min 35 s |
| 2010  | Championnats d'Europe de paratriathlon TR4    | Irlande          | Médaille d'or     | 1 h 19 min 55 s |
| 2010  | Championnats du monde de paratriathlon TR4    | Hongrie          | Médaille d'or     | 1 h 14 min 12 s |
| 2010  | Championnats du monde TR4 - Série de Londres  | Royaume-Uni      | Médaille d'or     | 0 h 37 min 58 s |